# هلگ لوند
هلگ لوند (به انگلیسی: Helge Lund) (زاده ۱۶ اکتبر ۱۹۶۲) کارآفرین، بازرگان و مدیر ارشد اجرایی نروژی است، که در حال حاضر به‌عنوان مدیر عامل اجرایی گروه بی‌جی فعالیت می‌نماید. وی پیش‌تر مدیرعامل شرکت نفت نروژی استات اویل بود.
وی دانش‌آموخته رشته ام‌بی‌ای از دانشگاه فرانسوی اینسید می‌باشد و پیش از آنکه در سال ۲۰۰۴ به ریاست استات اویل منصوب شود، سال‌ها به‌عنوان مدیر عامل کمپانی نفتی آکر سولوشنس فعالیت می‌نمود. لوند همچنین از اعضای هیئت مدیره شرکت نوکیا نیز بشمار می‌آید.